# Москвич 403
„Москвич 403“ е съветски автомобил, произвеждан от „Москвич“ (старото купе, с екстензивно модифицирано шаси и „подновен“ двигател на базата на "Moskvich-407"). На снимката е изобразена предишната модификация 407. Произведени са общо 105 726 броя (в различни модификации).

## Описание на модела
В началото на 1960-те години заводът на МЗМ се подготвя за прехода към принципно нов модел в сравнение с произвежданите по това време "московчани" от семейство 402-407 (тяло 425) — бъдещият "Москвич-408". Подготовката на производството му обаче се забави и повечето агрегати на новия автомобил вече бяха готови за развитие, а само производствените линии за щамповане и заваряване на панели на каросерията закъсняха, като най-скъпият и отнемащ време компонент на производственото оборудване при производството. При такива условия беше решено да се установи производството на "преходен" модел — в старото тяло "425", но с напълно нова подрамка, върху която бяха монтирани силовият агрегат, предното окачване и кормилното управление от бъдещия модел "408".
Каросерията на автомобила "Москвич-403" почти напълно повтаря късния М-407 с изключение на предния щит и подмоторната рамка (подрамник), която е заимствана от перспективния модел М-408 заедно с предното окачване и кормилното управление. Външните разлики на по-голямата част от произведените автомобили се свеждат до различна конфигурация на задните светлини, които стават трикомпонентни вместо двукомпонентни, и — в кабината-друга кормилна колона, с превключвател на пътепоказателите, разположен вляво (а не отгоре, както при М-407), променен механизъм за превключване на предавките (валът за превключване на предавките е направен концентричен кормилен вал, вместо да е разположен отстрани на него коаксиално при М-407, което позволява значително да се намали нивото на вибрациите на лоста) и нов волан, с главина с форма на 0 и пръстен за звуков сигнал. Освен това в оборудването на каросерията се появи шайба на предното стъкло, но в същото време задвижването на чистачките остана механично, от предавката на разпределителния вал на двигателя.
Само сравнително малък брой автомобили от модификацията М-403е (така наречената "експортна", но всъщност и двете опции за дизайн често се предлагаха за износ — като различни опции за конфигурация) имаха променен дизайн — широка радиаторна решетка с правоъгълни контури, модифицирано ("двуетажно") формоване на страничната стена с лакова вложка, задни светлини, боядисани в цвят на каросерията, външни огледала. Интересно е да се отбележи, че автомобилните критици в чужбина изобилието от хромиран декор на експортната модификация беше, противно на очакванията на създателите на автомобила, посрещнато негативно — в началото на шейсетте години модата за изобилно хромиране и многоцветни цветове вече преминаваше, тенденцията беше прости и чисти форми, като тези на "Москвич-408", който се подготвя за пускане, напротив, получи доста положителни отзиви в чужбина.
Двигателят първоначално е инсталиран на модела М-407д, до май 1964 г.той напълно съответства на "Москвич-407", с изключение на грубия маслен филтър, който има вертикално разположение. От май 1964 г.е инсталиран двигателят М-407д1, който е преходен модел към двигателя М-408. Той има увеличен диаметър на основните шийки на коляновия вал (57 мм срещу 51 мм), на които са монтирани усилени плъзгащи лагери, появява се задно каучуково уплътнение - „семеринг“ на коляновия вал (заменило гаечната-шайба с резба и с намаслена конопена вложка - „кичето“).
Предното окачване получи две сферични шарнири от всяка страна (за М-402 и М-407 окачването имаше по една сферична става и един цилиндричен щифт от всяка страна). За регулиране на статичния наклон на колелата в него започнаха да се използват специални уплътнения на мястото на закрепване на горното рамо, вместо ексцентрични втулки в долните глави на стелажите, които при наличие на износване позволиха нарушение на настройката по време на работа поради спонтанно скачане на заключващите зъби. Кормилното управление се появи на мястото на кормилния трапец с три връзки, осигуряващ по-точна геометрия на кормилното управление и свеждащ до минимум промяната в сближаването на колелата при преминаване на неравности по пътната настилка.
Вместо педалите на пода на съединителя и спирачката, прорезите в пода, под които често са причинявали навлизане на вода в купето, са използвани извънбордови, в резултат на което главният спирачен цилиндър е преместен под капака, върху предния щит (преди това е бил разположен под пода), а задвижването на съединителя става хидравлично вместо механично, като главният цилиндър също е монтиран на предния щит. Колелата останаха същите като на М-402 и М-407, с джанти с размери 15 инча и гуми с размери 5.60-15 на модела М-59 (безкамерни).
Появата на новия модел, както обикновено, беше придружена от рязко покачване на цената — цената на "Москвич-403" беше определена на 3400 рубли, вместо 2500 рубли, които бяха поискани за М-407. В резултат на това много чакащи, след като получиха пощенска картичка за нова кола, се отказаха от покупката и опашката като цяло се придвижи рязко напред.
"Москвич-403 "се произвежда паралелно както с" Москвич-407 "(до 1963 г.), така и с" Москвич-408 " (до лятото на 1965 г.). През 1962 г.са произведени 280 автомобила, през 1963 г. - 23 866, през 1964 г. - 66 471, през 1965 г. - 17 330 (тези числа включват всички модификации: основни, експортни, тропически, медицински и инвалидни).

## Модификациите
- Москвич - 403-базов модел с каросерия седан, произведен през 1963-1965.;
- Москвич - 403т-модификация за работа в такси. Оборудван с брояч, зелен фенер в десния ъгъл на предното стъкло и" пулове " на предните врати;
- Москвич-403Е - експортна модификация, отличаваща се с формата на радиаторна решетка с ъглови подфари, други корнизи, задни светлини и "Птичка" над задната регистрационна табела;
- Москвич-403Ю-модификация за южния климат;
- Москвич - 424 е комби, базирано на модела Москвич-423н с ъглови рамки на задните врати и солиден улук, минаващ по целия покрив. Задната седалка се сгъваше, за да образува товарно отделение с дължина 1473 мм и ширина 1220 мм.със сгънати задни седалки комбито може да превозва 250 кг товар и двама души, включително водача. Хоризонтална ниша беше предназначена за резервното колело под пода. Задните пружини бяха с 5 мм по-широки от базовия седан. Задната врата с височина на товарене 760 мм се отвори от лявата страна. Комбито е произведено през 1963-1965 г.В допълнение към основната версия бяха произведени експортната 424 и тропическата 424. Произведени са общо 5266 копия на всички модификации;
- Москвич - 432-микробус на базата на комби Москвич-424 с преграда зад предните седалки, разделяща товарното отделение, плътна страна, ъглови щампования на мястото на прозорците и солиден улук по целия покрив. Фургонът е произведен през 1963-1965 г.В допълнение към основната версия са произведени експортната 432ие и тропическата 432ия. Произведени са общо 11 515 екземпляра.

## Технически Характеристики
- брой места – 4
- тегло – 980 kg
- дължина – 4040 mm
- ширина – 1540 mm
- височина – 1560 mm
- колесна база – 2380 mm
- предавки – 4 + задна